# 栃木県道141号唐沢山公園線

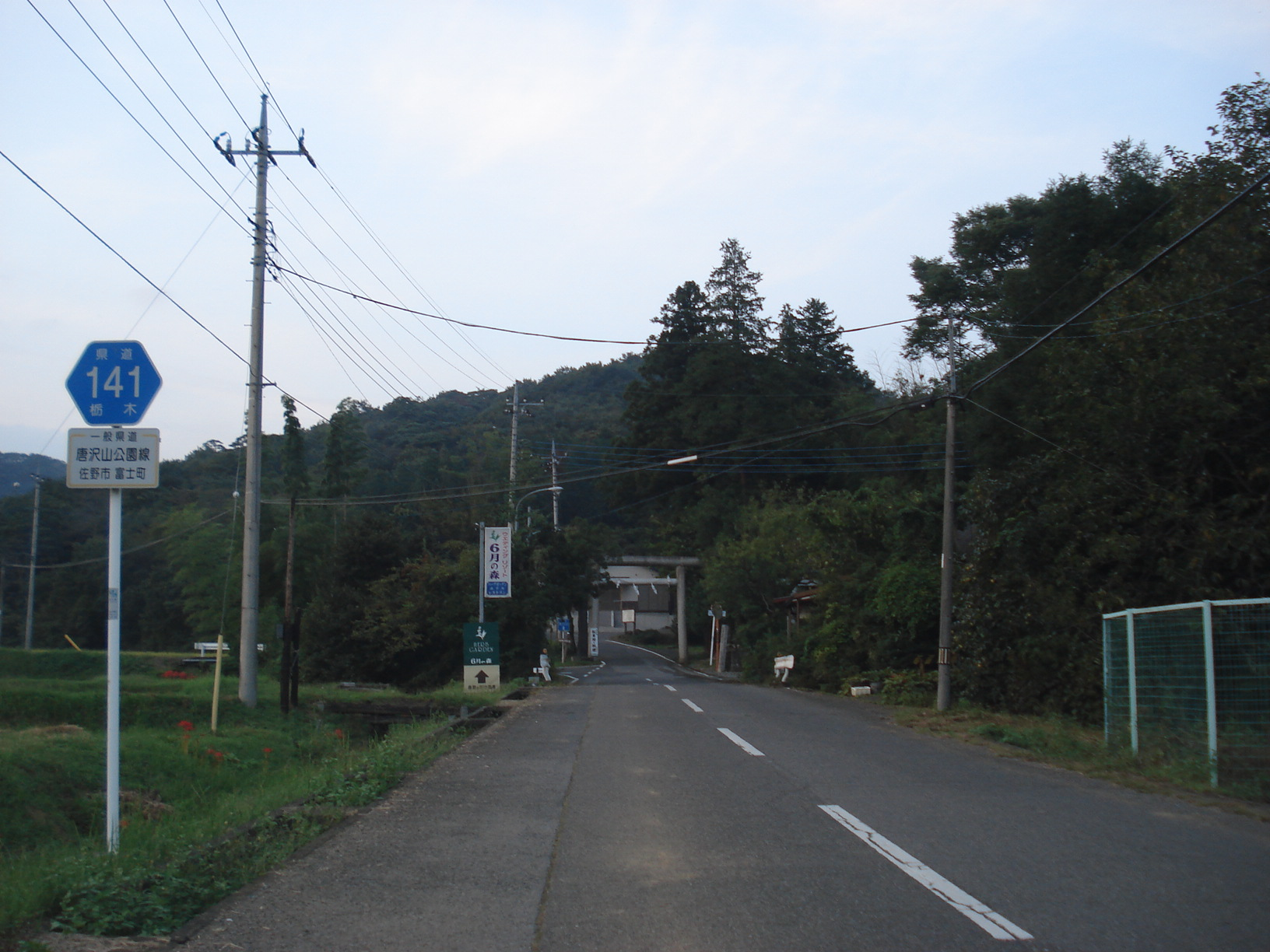
佐野市富士町 唐沢山入口付近

栃木県道141号唐沢山公園線（とちぎけんどう141ごう からさわさんこうえんせん）は、栃木県佐野市内を通る県道である。

## 概要
- 指定：1961年（昭和36年）4月1日
- 距離：7.286km
- 起点：栃木県佐野市栃本町（唐沢山頂駐車場入口＝栃木県道115号田沼唐沢山公園線交点）
- 終点：栃木県佐野市富岡町1403[1]（浅沼町交差点＝栃木県道9号佐野古河線、栃木県道67号桐生岩舟線交点）

## 歴史
- 1961年（昭和36年）4月1日 - 一般県道として認定
- 2023年（令和5年）12月1日 終点を佐野市相生町から佐野市富岡町（浅沼町交差点）に変更。[1]

## 交差する主な道路
- 栃木県道16号佐野田沼線（浅沼町交差点から堀米町交差点まで重用）
- 栃木県道151号堀米停車場線（堀米町交差点）
- 栃木県道270号佐野環状線（堀米町交差点から犬伏町交差点まで重用）